# Einar Arnórsson
Einar Arnórsson (24 febbraio 1880 – 29 marzo 1955) è stato un politico islandese.
È stato Primo ministro dell'Islanda dal maggio 1915 al gennaio 1917.
Dal 1911 al 1915 e poi di nuovo dopo aver svolto l'incarico di Primo ministro, dal 1917 al 1922, è stato docente di legge presso l'Università d'Islanda, della quale è stato anche Presidente dal 1918 al 1919 e dal 1929 al 1930.
Nel decennio 1932-1942 e poi dal 1944 al 1945 è stato Giudice della Corte suprema dell'Islanda.
Ha svolto anche il ruolo di Ministro di educazione e giustizia nel periodo 1942-1944 con il Governo guidato da Björn Þórðarson.